# Rolf Wagenführ
Rolf Karl Willy Wagenführ (* 5. November 1905 in Langewiesen; † 15. April 1975 in Heidelberg) war ein deutscher Statistiker. Er war erster Generaldirektor des Statistischen Amtes der Europäischen Gemeinschaften. Er verfasste grundlegende Arbeiten über internationale statistische Vergleiche und entwickelte ein am wirtschaftlichen Kreislauf orientiertes System der Wirtschafts- und Sozialstatistik.

## Leben
Der Sohn eines Kaufmanns besuchte die Oberrealschule in Jena, nachdem die Eltern dorthin umgezogen waren. Sein Abitur legte er Ostern 1924 an der Oberrealschule in Neustadt an der Orla ab. Mit dem Sommersemester 1924 begann er ein Studium  der Wirtschaftswissenschaften in Jena und hörte die Professoren Kessler, Röpke, Pape und Gutmann. Im Sommersemester 1925 studierte er in Genf und hörte William Rappard. Zurück in Jena legte er 1927 die Diplomprüfung für Volkswirte ab. Bei Wilhelm Röpke wurde er 1928 promoviert über die „Geschichte und Theorie der Konjunktur in Rußland“.
Er begann seine berufliche Laufbahn im Institut für Konjunkturforschung. Unter der Führung von Ernst Wagemann war er Referent für Industriestatistik. In den späten 30er Jahren wurde er Abteilungsleiter. Im Herbst 1942 wurde Wagenführ zum Leiter der Hauptabteilung Planstatistik im Planungsamt der Zentralen Planung des Rüstungsministeriums unter Albert Speer ernannt. Mit dieser Allianz wurde das Institut, das seit 1941 als Institut für Wirtschaftsforschung firmierte, wieder die kontrollierende Instanz der staatlichen Wirtschaftsbeobachtung wie vor 1933. Unter Wagenführ als Leiter arbeitete die Industrieabteilung seit 1943 fast ausschließlich für Speer. Der wesentliche Beitrag Wagenführs und des Planungsamtes für die Kriegswirtschaft war, dass zum ersten Mal aufeinander abstimmbare Pläne der einzelnen Lenkungsbereiche aufgestellt wurden. Wagenführ hat das Manuskript seines grundlegenden Werks zur deutschen Kriegswirtschaft „Die deutsche Industrie im Kriege“ Anfang 1945 noch als Mitarbeiter des Planungsamts verfasst. Nach John K. Galbraith war er der leitende Volkswirtschaftler und Statistiker des Speerschen Ministeriums. Von Kollegen wurde er als „Roastbeef-Nazi“ bezeichnet, der außen braun und innen rot sei.
Nach der Befreiung 1945 verblieb Wagenführ im Ostteil Berlins und wurde von der Sowjetischen Militäradministration in Deutschland beauftragt, einen statistischen Dienst für die Sowjetzone aufzubauen. Im Sommer 1945 entführten die Amerikaner Wagenführ in einer Geheimaktion aus Ostberlin für die United States Strategic Bombing Survey. Er wurde wegen diplomatischer Verwicklungen ein paar Tage später in die sowjetische Zone zurückgebracht. Ab Gründung des Statistischen Amts für die britische Zone im Juli 1946 war Wagenführ Leiter der Hauptabteilung C, in der sämtliche statistischen Ergebnisse zusammenflossen. Die Abteilung wurde 1949 mit dem Wirtschaftswissenschaftlichen Institut der Gewerkschaften in Köln zusammengeführt und er wurde stellvertretender Institutsleiter und Leiter der Abteilung für Wirtschaftsbeobachtung und Statistik. Er war Gründer der Zeitschrift Wirtschaftswissenschaftliche Mitteilungen des Instituts. 1954 richtete er im Auftrag der Europäischen Gemeinschaft für Kohle und Stahl eine Statistische Abteilung bei der Hohen Behörde ein.
Seit 1957 hatte er den neu errichteten Lehrstuhl für Statistik in Heidelberg inne und gründete zugleich das Institut für international vergleichende Wirtschafts- und Sozialstatistik der Universität. 1958 wurde Wagenführ zum Generaldirektor des Statistischen Amts der Europäischen Gemeinschaften ernannt und blieb deren Leiter bis 1966. Drei Jahre unterrichtete er am Europakolleg. Er war Mitglied des International Statistical Institute.

## Ehrungen
- 1960 Honorarprofessor der Universität Wien
- 1967 Großes Verdienstkreuz der Bundesrepublik Deutschland

## Schriften (Auswahl)
- Die Konjunkturtheorie in Rußland. Diss. Jena 1929.
- Die Industriewirtschaft – Entwicklungstendenzen der deutschen und internationalen Industriewirtschaft 1860–1932. 1932.
- Statistik leicht gemacht, mehrere Auflagen. Hamburg 1934, 1940, Köln 1952, 1971.
- Kriegswirtschaft. Berlin 1935.
- 戦争経済の理論と政策 Sensō keizai no riron to seisaku. Tokio 1941 (etwa: „Theorie und Politik der Kriegswirtschaft“).
- Die Flugzeugindustrie der Anderen: Weltkriegserfahrungen, gegenwärtiger Stand, wirtschaftliche Mobilmachung. Berlin 1939.
- Mensch und Wirtschaft: eine Nationalökonomie für Jedermann. Köln 1952.
- Die deutsche Industrie im Kriege 1939–1945. 1954, 1963 (ND 2006).
- Die Arbeitereinkommen der Industrien der Gemeinschaft im Realvergleich. 1956.
- Der internationale wirtschaftliche und sozialstatistische Vergleich. Freiburg im Breisgau 1959.
- La statistica in Europa. Mailand 1967.
- Wirtschafts- und Sozialstatistik, 2 Bände. 1970–1973.
- System und Organisation der Bildungsstatistik. Villingen 1971.

## Fest- und Gedächtnisschriften
- Heinrich Strecker, Willi R. Bihn (Hrsg.): Die Statistik in der Wirtschaftsforschung. Berlin 1967.
- Günter Menges, Rainer Zwer (Hrsg.): Probleme internationaler wirtschafts- und sozialstatistischer Vergleiche. Rolf Wagenführ zum Gedächtnis. Bund-Verlag, Köln 1981, ISBN 3-7663-0198-5.